# Інгуський мітинг у Грозному (1973)

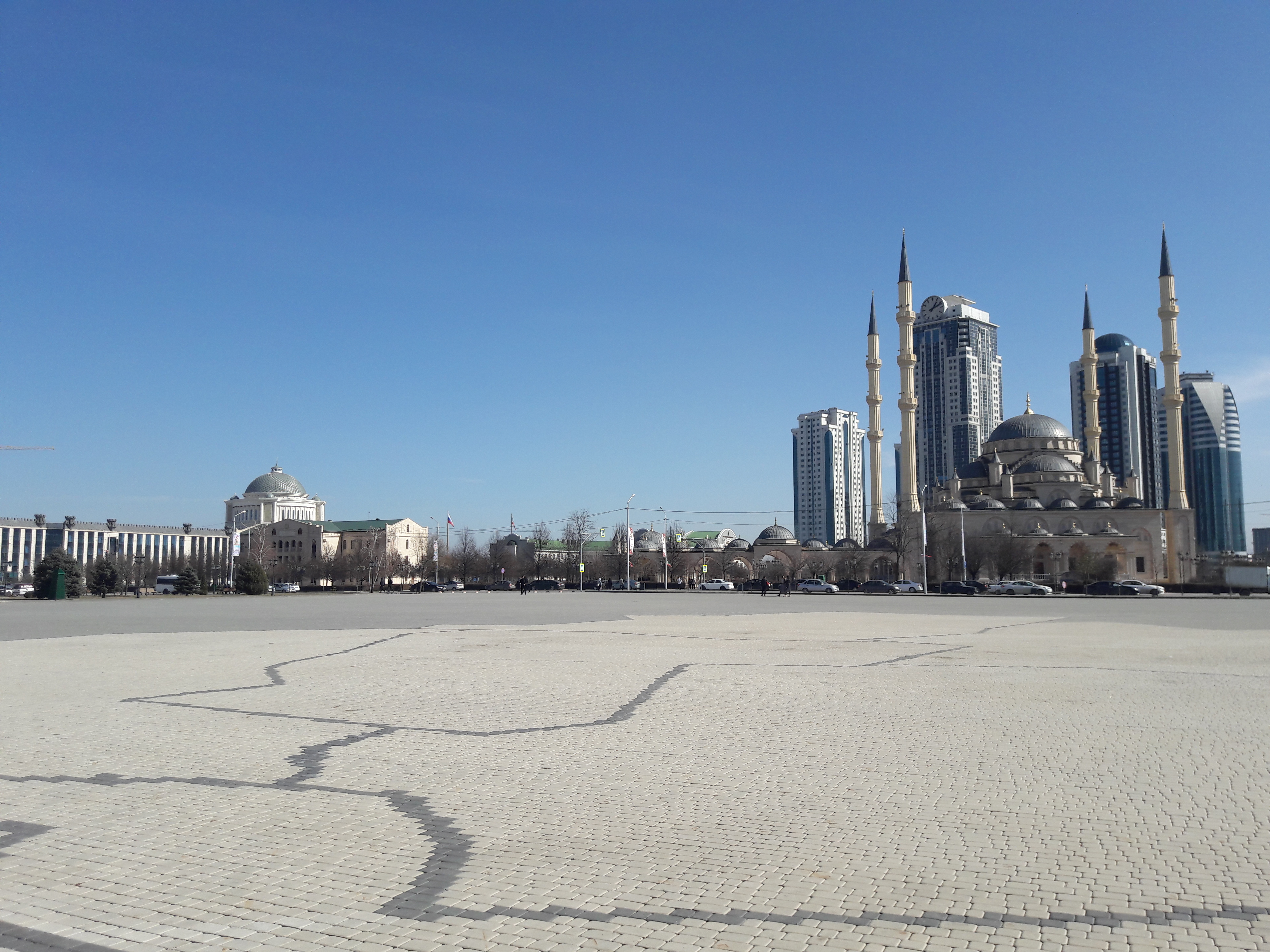
Сучасний вид площі, де проходив мітинг.

Мітинг у Грозному – 3-денний мітинг на центральній площі Грозного (Джохар) 16-18 січня 1973 року. Мітинг був ініційований інгушами, що мешкають у Приміському районі Північно-Осетинської АРСР, з вимогами припинення дискримінації народу. Мітингувальники принесли із собою портрети Леніна та Брежнєва, гасла з цитатами класиків марксизму-ленінізму про інтернаціоналізм та дружбу народів . Під час мітингу до нього приєдналися чеченці та представники інших народів, які живуть у Чечено-Інгушетії, які підтримали вимоги інгушів. Чисельність учасників сягала 15 тисяч осіб.
Через три дні більшість учасників обманним шляхом вдалося відвести з площі. Ті, що залишились, були розсіяні за допомогою палиць і брандспойтів. Надалі було заарештовано близько тисячі осіб з поміж організаторів та активних учасників. Багато хто з них був засуджений за різними статтями. Решту учасників виключали з партії, звільняли з роботи, дискредитували у місцевій пресі. Після січневих подій становище інгушів дещо покращало, але сама проблема Приміського району, яка і спричинила виступ, досі так і не вирішена.

## Передісторія

### Депортація
23 лютого 1944 року почалася депортація чеченців та інгушів . 22 березня 1944 року, Указом Президії Верховної Ради СРСР після скасування 7 березня Чечено-Інгуської АРСР, на колишній її території була створена Грозненська область . Територію області склала більшість колишньої Чечено-Інгушської АРСР . При розформуванні ЧІАССР до Дагестанської АРСР були передані Веденський, Ножай-Юртовський, Саясанівський, Чеберлоєвський, Курчалоєвський, Шароївський, східна частина Гудермеського району Указом Президії Верховної Ради СРСР . У складі Дагестанської АРСР вони були перейменовані: Ножай-Юртовський - в Андалалський, Саясанівський - в Ритлябський, Курчалоєвський - в Шурагатський . Водночас було ліквідовано Чеберлоєвський та Шароївський райони, з передачею їх територій до складу Ботліхського та Цумадинського районів Дагестанської АРСР .
Місто Малгобек, Ачалуцький, Назранівський, Пседахський та Приміський райони колишньої ЧІАССР були передані Північно-Осетинській АРСР . Ітум-Калинський район, що увійшов до складу Грузинської РСР, був ліквідований Указом Президії Верховної Ради СРСР, а його територія включена до Ахалхевського району  .
У склад області були також включені Наурський район, що раніше входили в Ставропольський край з переважно козацьким населенням, місто Кизляр, Кизлярський, Ачикулацький, Караногайський, Каясулинський і Шелковський райони колишнього Кизлярського округу  .

### Відновлення автономії
9 січня 1957 року Президія Верховної Ради СРСР видав Указ «Про відновлення Чечено-Інгуської АРСР у складі РРФСР». Проте територія відновленої республіки зазнала сильних змін. Спочатку планувалося відселити з чеченських та інгушських селищ лише кілька десятків тисяч дагестанців, осетинів та грузинів із загальної кількості 70-80 тисяч осіб. Російські ж переселенці мали залишитися дома. З цієї причини з урахуванням чеченців і інгушів, що повернулися, населення республіки мало зрости до 1 млн осіб. Під тим приводом, що залишаючись у колишніх кордонах республіка зможе забезпечити своє поголів'я худоби кормами, було вирішено зберегти у складі республіки Каргалинский, Шелковської і Наурський райони . Реальною причиною цього рішення було прагнення зберегти чисельну перевагу російського населення над гірським. Крім того, Терські райони були економічно пов'язані з Грозним  .
Площа терських районів становила 27% загальної території відновленої республіки (5000 км² із 19 300). Однак приріст відбувся завдяки напівпустелям Бурунного степу, де придатним для землеробства була лише вузька смужка землі вздовж Терека (приблизно 1000 км²). З колишніх земель республіки на користь Північно-Осетинської АРСР було вилучено 1600 км 2 чорноземних територій Приміського району .
У складі відтвореної республіки було організовано 17 районів, при тому, що до депортації їх було 24. Скорочення кількості районів відбулося рахунок укрупнення сільських районів. Наприклад, до складу нового Радянського району увійшли колишні Шатойський, Чеберлоєвський, Шаройський, Ітум-Калинський райони .

## Хід подій

### Напередодні мітингу
У квітні 1972 року група з 27 інгушських комуністів написала 75-сторінковий лист у ЦК КПРС :
|  | У 1957 році автономія інгушського народу була відновлена з великим утиском території: густонаселений Приміський район і частина Малгобецького району залишили у складі Осетії без відома та згоди інгушів. Разом із Приміським районом Північної Осетії передано всі промислові підприємства та сорок населених пунктів, що є стародавніми поселеннями інгушів… У перелічених селищах та хуторах проживало близько половини інгушського населення. Однак, Приміський район для інгушського народу — це щось більше, ніж географічна місцевість або населені пункти. Приміський район - це споконвічна земля інгушів, кожна п'ядь якої рясно полита їх кров'ю і потім, і навіть саме слово «інгуш» походить від назви селища [Тарське\|Ангушт], розташованого в цьому районі. Приміський район — це центр економічного та культурного життя інгушів, це колиска революції на Північному Кавказі, в якій інгуші відіграли вирішальну роль. А сьогодні Приміський район — це серце, що тремтить, витягнуте з грудей живого організму, бо, подібно до того, як не можна вилучити з живого організму серце, не вбиваючи його, так неможливо було Приміський район відторгнути від Інгушетії, не розриваючи її на неживі частини — гірську і площинну. Це явище — відвертий геноцид, ворожий і несумісний з радянською політикою, що ганьбить її . |

У листі перелічувалися численні факти дискримінації інгушів у Північній Осетії. Зокрема, інгушів, які проживають не в Орджонікідзе, не брали на роботу на підприємства міста. Водночас представників неінгуського населення возили на роботу з віддалених аулів. У школах не викладали інгушську мову. Інгуським селам було присвоєно осетинські назви. Директор однієї зі шкіл, осетин, зібрав 80 інгушських дітей нібито для відправлення до піонерського табору. Насправді ці діти були поміщені до школи-інтернату для розумово відсталих дітей. Лише за рік батькам вдалося повернути дітей до родин. На інгушів накладалися обмеження у виборі місця проживання, їм відмовляли у праві на будівництво або купівлю будинків тощо .
Рух інгушів за свої права почався майже відразу після відновлення Чечено-Інгушетії. Але влада весь цей час придушувала будь-який вияв невдоволення, використовуючи для цього та адміністративне, і кримінальне переслідування спокою. У 1963 році інгушські поети, письменники та громадські діячі Алі Хашагульгов та Іса Кодзоєв були засуджені на закритому судовому засіданні на чотири роки ув'язнення за антирадянську агітацію та пропаганду як «особливо небезпечні державні злочинці»  .
У 1972 році секретар партійної організації Назранівської трикотажної фабрики Айна Мартазанова на засіданні партійного активу, у присутності деяких керівників Чечено-Інгушетії сказала:
|  | На день виселення інгуші мали 120 тисяч га орної землі… Приміський район залишився у складі Північної Осетії, тому жити там інгуші не мають права… А Приміський район — це 65 тисяч га орної землі, і всіх жителів цього району Назранівський район вмістити, як з'ясувалося , не зміг. Влаштувавшись, де хто міг (частково у Назранівському районі, частково у Приміському районі), колишні жителі Приміського району почали звертатися до радянсько-партійних органів з проханням дозволити їм жити у своїх селах. Вони не могли зрозуміти, яка різниця між ними та жителями Назранівського району, які можуть жити у своїх селах. Керівництво Північної Осетії від них відмахувалося — у нас не прописані, не наші люди; керівництво Чечено-Інгуської АРСР теж відмахувалося — не в нас живуть, не наші люди. На виборах з року в рік під час голосування вони значаться у графі тих, хто «голосував проїздом». Нині у Приміському районі проживає 25 тисяч мешканців-інгушів. З них прописано 10 тисяч жителів, решта прописана в Назранівському районі у родичів та знайомих, а то й зовсім живе без прописки… Пенсіонери, багатодітні матері змушені їздити щомісяця з Приміського району до Назранівського… Досі в Казахстані перебувають 40 тисяч інгушів, вони не повертаються на Кавказ, бо тут склалася така ситуація. В основному це колишні жителі Приміського району… купівля-продаж земельної ділянки та будинки в Приміському районі неможлива інгушу, тоді як людина будь-якої іншої національності не зустрічає в цьому перешкод . |

За цей виступ Мартазанову звільнили з роботи, виключили з партії, з нею проводилися «профілактичні бесіди», з нею розлучився чоловік, від неї відмовлялися друзі та родичі. В результаті вона стала інвалідом .

### Мітинг
Спецслужби почали поширювати чутки про приїзд до Грозного члена Політбюро М. А. Суслова нібито для обговорення інгушської проблеми. Про майбутній мітинг також було поінформовано місцеве керівництво. Влада сподівалася спровокувати конфлікт, щоб потім кваліфікувати мітинг як екстремістський та націоналістичний .
16 січня 1973 року, у 27-градусний мороз, інгуші прийшли на центральну площу Грозного. На мітингу були присутні 15 тисяч осіб  (у стенограмі зборів партактиву Чечено-Інгуської обласної парторганізації називалися цифри від двох до шести тисяч  ). Мітингувальники принесли з собою портрети Леніна, Брежнєва, Асланбека Шеріпова, Гапура Ахрієва, гасла з цитатами класиків марксизму-ленінізму про інтернаціоналізм та дружбу народів. Доповідачі не висловлювали жодних антирадянських думок. Підбурювальні виступи тут же припинялися рештою учасників. Таких промовців стягували з трибуни. Для запобігання ексцесам мітингувальники організували охорону громадського порядку . За час мітингу не було зареєстровано жодного випадку протизаконних дій .
Ночами люди грілися біля вогнищ, очікуючи, коли партійні функціонери на чолі з першим секретарем Чечено-Інгушського обкому КПРС С. С. Апраткіним вийдуть до народу. До мітингу приєдналися тисячі чеченців та представників інших національностей. Чеченці, які виступали на мітингу, дорікали інгушам, що їх не попередили про мітинг. Свою підтримку учасникам висловили представники інших народів Чечено-Інгушетії  . Місцеві жителі годували учасників та поїли їх чаєм  . Деякі чеченці руйнували власні господарські будівлі, щоб забезпечити мітингувальників дровами, і різали свою худобу, щоб їх нагодувати  .
Тим часом у місто стягувались війська та міліція. Мітинг був з усіх боків оточений силовиками. Було перервано телефонний і телеграфний зв'язок з рештою світу. На балконах та дахах будинків навколо площі були встановлені репродуктори, через які передавались вимоги силовиків негайно розійтися  . Гучність була такою, що люди, що стояли на площі, не чули один одного. Декілька молодих людей з числа мітингувальників скинули репродуктори на землю і мітинг продовжився  .
Спочатку ніхто із членів керівництва республіки не вийшов до людей. До Грозного прибула урядова делегація на чолі з членом Політбюро М. С. Соломєнцевим . До мітингу підігнали автобуси. Учасникам запропонували роз'їхатися по будинкам та обіцяли не переслідувати за участь у мітингу. Коли стало ясно, що присутні не хочуть розходитися, партійне керівництво республіки почало загрожувати переслідуванням за порушення закону .
Коли ці заходи не спрацювали, серед мітингувальників з'явилися молоді люди, що поводилися зухвало та провокували конфлікт. Проте їх швидко скрутили та видалили з мітингу. Тоді республіканське керівництво звернулося за допомогою до авторитетних серед населення людей — Ахмеда Газдієва, Султана Плієва, Джабраїла Картоєва, Ідріса Базоркіна . Знаючи про можливі наслідки, останні попросили народ розійтися. Але цей заклик не знайшов підтримки присутніх  .
На третій день мітингу було оголошено, що з Москви їде комісія до місць проживання інгушів і потрібно бути на місцях свого проживання, щоби висловити свої побажання членам комісії. Люди роз'їхалися на поданих автобусах та таксі. Тих, що залишилися на площі, розганяли палицями і водою з брандспойтів  . Затриманих учасників вивозили на вантажівках за місто та висаджували у чистому полі. У місті було введено воєнний стан. Після розгону мітингу влада поширювала чутки про націоналістичний характер мітингу  .

### Наступні події
На підприємствах Чечено-Інгушетії було проведено серію зборів, організованих владою з метою дискредитації учасників мітингу та співчуваючих. Розпочалося адміністративне та кримінальне переслідування організаторів та активних учасників виступу, які були названі «відступниками, користолюбцями, спекулянтами, махровими націоналістами, антипорадниками» тощо. Було заарештовано близько тисячі осіб. У місцевій пресі публікувалися покаяні листи інгушів. Йшло формування образу народу-зрадника. У суспільну свідомість впроваджувалась ідея інгушської колаборації та депортації як вимушеного заходу влади  . Учасників мітингу звільняли з роботи, виключали з партії та комсомолу, відраховували з вишів  .
Почали висловлювати твердження про передчасність реабілітації інгушів. М. С. Соломєнцев висловив твердження, яке потім повторив один із членів республіканського керівництва, згодом Голова Президії Верховної ради Чечено-Інгушетії, Х. Х. Боків, про те, що інгуші та чеченці не реабілітовані, а лише помиловані авансом, сподіваючись на їх гарну поведінку. Рустему Гойгову, завідувачу відділу будівництва республіканського обкому, який спробував нагадати про рішення XX з'їзду КПРС, не дали домовитись і через місяць зняли з роботи. У місцеві організації була спущена негласна директива обкому інгушів кар'єрними сходами не просувати і в закордонні відрядження не направляти  .
Для підведення ідеологічної бази під свою позицію обкомом у червні 1973 року було проведено науково-практичну конференцію, присвячену участі інгушів у Великій Вітчизняній війні . Представник обкому, який виступив з офіційною доповіддю, стверджував, що інгуші майже поголовно були колабораціоністами та дезертирами і влада змушена була їх вислати. Деяким представникам старшого покоління інгушської інтелігенції стало погано. Декілька лідерів виступу, раніше виключені з КПРС, покаялися у своїх «помилках» і їм повернули партквитки  .
Було вчинено жорстку розправу над нерозкаяними учасниками. Учасник Великої Вітчизняної війни, підполковник розвідки, нагороджений багатьма орденами та медалями, один із лідерів мітингу Джабраїл Картоєв був позбавлений волі «за спекуляцію валютою». Викладачці Чечено-Інгуського державного університету, кандидату філологічних наук Хадіжату Нальгієву-Точієву було запропоновано написати каяття. З метою публічної розправи над нею в університеті було організовано збори, на яких головував Х. Х. Боків, який запропонував понад звільнення позбавити Нальгієву вченого звання. Зрештою вона була звільнена «за антигромадську поведінку»  .
Після подій 1973 року становище інгушів у Приміському районі дещо покращало. Інгуська мова з'явилася в школах, в район почала надходити література інгушською мовою, на радіо та телебаченні почалися передачі інгушською мовою, вперше інгуші з'явилися серед депутатів Орджонікідзевського міськвиконкому та Приміського райвиконкому  .
Але саму проблему Приміського району так і не було вирішено. На цьому ґрунті 1979 року в Північній Осетії пройшли інгушські погроми, масштаб яких був обмежений лише своєчасним втручанням КДБ . У 1984—1986 роках було зареєстровано понад сто конфліктів на ґрунті міжнаціональної ворожнечі  . У жовтні 1981 року відбулися масові заворушення в Орджонікідзе . У жовтні 1992 року почався збройний конфлікт, внаслідок якого загинуло понад 600 людей.